# عبير حريري
عبير حريري (20 أغسطس 1987 -) هي ممثلة ومخرجة أفلام قصيرة سورية.

## حياته ونشأته
عبير أنور مصطفى حريري، ولدت بالقاهرة، وعاشت طفولتها ودرست في مصر لمدة 13 عام، تنتمي إلي عائلة فنية، عادت إلى سوريا بعد ذلك، واستكملت دراستها هناك وتخرجت من قسم التمثيل في المعهد العالي للفنون المسرحية بسوريا في العام 2012.
كما حازت على شهادة البكالوريوس في «الأدب الإنجليزي» من جامعة دمشق.
تتابع حالياً دراستها في «معهد الموسيقى العربية» في القاهرة - قسم الغناء
هي ابنة المطربة السورية «سهام إبراهيم»، وعازف الكمان السوري «أنور حريري».

## مسيرته
بعد التخرج عملت في العديد من المسلسلات التلفزيونية السورية والعربية كما شاركت في العديد من المسلسلات الإذاعية السورية.
شاركت في دبلجة الكثير من المسلسلات التركية والعالمية الشهيرة إلى اللغة العربية ومنها، «حريم السلطان»، «العشق الأسود»، «20 دقيقة»، «وادي الذئاب» وغيرها.
قامت بإخراج فيلمها القصير الأول بعنوان «كوني بخير» والذي حاز على الجائزة الثانية في مسابقة مهرجان «حقوق المرأة» برعاية الاتحاد الأوروبي في بيروت 2013 .

## أعمالها

### مسلسلات
- وطن حاف
- ياسمين عتيق
- صرخة روح
- المارقون
- قيود الزمن
- أحلام ذهبية

### مسرح
- النفق
- خادم سيدين
- في انتظار المطر
- عرش الدم

### سينما
- كدبة كل يوم
- كوني بخير

### دوبلاج
- أمي
- وادي الذئاب
- العشق الأسود
- 20 دقيقة
- حريم السلطان
- ماريا بيلين
- النسر الأحمر
- نيران صيفية
- الانتقام
- و يبقى الأمل
- اكذب علي
- 24
- نساء يائسات
- لعبة العروش
- حكاية سمر
- و تمضي الأيام
- تتار رمضان
- و يبقى الحب
- الملكة سيون دوك العظيمة

## جوائز
فيلمها القصير الأول بعنوان «كوني بخير» والذي حاز على الجائزة الثانية في مسابقة مهرجان «حقوق المرأة» برعاية الاتحاد الأوروبي في بيروت 2013 .